# Bleddyn ap Cynfyn
Bleddyn ap Cynfyn  fallecido en 1073, a veces deletreado Blethyn, fue un rey galés del siglo XI. Fue elevado al trono por Harold y Tostig Godwinson como rey de Gwynedd en 1063 a la muerte de su padre, durante la destrucción del reino del medio hermano de Bleddyn, Gruffydd ap Llywelyn. Se convirtió en rey de Powys a la muerte de su hermano Rhiwallon en 1069. Sus descendientes gobernaron Powys como casa de Mathrafal.

## Contexto
Bleddyn era hijo de un noble de Powys llamado Cynfyn Su madre, la viuda de Llywelyn ap Seisyll, Angharad, era hija del rey de Dyfed, Maredudd de Dyfed, cuyo reino había ido a parar a manos del usurpador Rhain el Irlandés antes de ser conquistado por Llywelyn.
Gruffydd, hijo de Angharad con su primer marido y medio hermano de Bleddyn, había sido inicialmente desposeído de su herencia a la muerte de su padre. Poco a poco, sin embargo, fue capaz de reconstruir el reino de su padre, anexionandose los territorios en manos de su sucesor. Aunque bardos y analistas han llamado a muchos líderes "rey de los Britones", Gruffydd fue el primer monarca en gobernar todo el Gales libre tras la conquista de Morgannwg en respuesta a una invasión de Dyfed.
Entretanto, Bleddyn parece haber residido en Powys, donde contrajo matrimonio con Haer ferch Cillyn, hija del Señor de Gest Cillyn y Blaidd Rudd ("Cillyn el lobo rojo").

## Reinado
La consolidación de Gruffydd y su alianza con Ælfgar de Mercia le convertía en una amenaza para Harold Godwinson, conde de Hereford. A la muerte de Ælfgar en 1060, Harold y su hermano Tostig invadieron y al año siguiente repitieron la operación y consiguieron dominar Gales después de que Gruffyd fuera traicionado y asesinado por algunos de sus hombres. El sur fue restaurado a las casas de Dinefwr y Morgannwg, pero Powys y Gwynedd fueron entregados a los medio hermanos de Gruffydd Bleddyn y Rhiwallon. Ambos se sometieron a Harold y se juraron vasallos y aliados de Eduardo el Confesor.
Los hermanos se unieron a Harold, en su lucha contra Guillermo el Conquistador durante la Invasión Normanda de Inglaterra. En 1067, participaron junto con Edric el Salvaje en el ataque contra Hereford, saqueando la tierra hasta el Río Lugg. En 1068, cooperaron también con Edwin de Mercia y Morcar de Northumbria.
Los hijos de Gruffydd desafiaron finalmente a Bleddyn y Rhiwallon en 1070. La Batalla de Mechain significó la muerte de Rhiwallon, y Idwal y Maredudd murieron poco después: Bleddyn era el único rey de Gwynedd y Powys.
En 1073, Robert de Rhuddlan estableció sus fuerzas en las orillas del Río Clwyd e intentó emboscar y capturar a Bleddyn, aunque fracasó.
Bleddyn murió en 1073 a manos de Rhys ab Owain de Dyfed, tras haber sido traicionado por los lores de Ystrad Tywi. Cuando posteriormente Rhys fue derrotado en la batalla de Goodwick en 1078 por el primo y sucesor de Bleddyn Trahaearn ap Caradog y asesinado por Caradog ap Gruffydd de Gwent poco después, esto fue saludado como "venganza por la sangre de Bleddyn ap Cynfyn".[cita requerida] Tras su muerte, Gwynedd fue capturado por Trahaearn y posteriormente recuperado para la Casa de Aberffraw por Gruffudd ap Cynan; pero en Powys, Bleddyn sería el fundador de la dinastía que gobernaría hasta finales del siglo XIII.

## Legado
El legado de Bleddyn en el Brut y Tywysogion fue el de un gobernante benevolente:

El más amable y piadoso de todos los reyes… era cívico con sus parientes, generoso con los pobres, pío con los peregrinos y huérfanos y viudas y un defensor de los débiles… el más afable y clemente de los reyes… [él] no hirió a nadie, salvo cuando era insultado… tendía la mano a todos, terrible en la guerra, pero amado en la paz.

Bleddyn fue el responsable de una revisión de la ley galesa que continuó en vigor durante el gobierno de su dinastía en Powys. El código Veneditiano de Gwynedd indica que cambió la composición legal del sistema galés de herencias, etc.

## Descendencia
Bleddyn tuvo al menos cinco hijos:
- Maredudd (d.1132)
- Cadwgan (d.1111)
- Madocke
- Ryryd
- Iorwerth (d.1111)

## Lectura complementaria
- Pryce, Huw (2004). «Bleddyn ap Cynfyn (d. 1075), king of Gwynedd and of Powys» (fee required). Oxford Dictionary of National Biography.

- Datos: Q545850